# Days of Future Passed
Days of Future Passed is een concept- en studioalbum van de Moody Blues uit 1967. Het werd een standaardalbum binnen het genre symfonische rock. Days of Future Passed kan het best vertaald worden als Dag in, dag uit; niet verwijzend naar sleur, maar naar de indeling van alledag: ochtend, middag, avond, nacht et cetera. De aanloop naar het album was lang.

## Geschiedenis

### Aanloop
De aanzet voor het album lag buiten de Moody Blues en hun platenlabel Decca Records. The Beatles hadden behoorlijk geëxperimenteerd in de geluidsstudio's en qua muziekstijlen met hun albums Revolver (Oosterse muziek) en Sgt. Pepper's Lonely Hearts Club Band (conceptalbum). Allerlei musici en platenlabels probeerden die nieuwe mogelijkheden uit. Ook een totaalconcept (Sgt. Pepper) bestaande uit muziek en hoes deed zijn intrede. Saillant detail in dezen is dat Decca ooit The Beatles had afgewezen.
De Moodies hadden een succesvolle single met Go Now!, maar de hieropvolgende singles hadden minder succes. Een deel van de band vertrok, want de band zat op een dood spoor. Er kwamen twee nieuwe leden bij: Justin Hayward (op aanraden van Eric Burdon van The Animals nadat Hayward te laat was om te solliciteren bij The Animals) en John Lodge (die nog samen met Ray Thomas en Mike Pinder in El Riot and The Rebels had gespeeld voor het ontstaan van de Moody Blues). Daarnaast kreeg Mike Pinder een goedkope mellotron aangeboden tegen tien procent van de prijs. Ondertussen hadden de Moodies een schuld opgebouwd bij Decca van vijfduizend Britse ponden (één pond was toen circa drieënhalve euro). Steuntje in de rug kreeg de band van Decca zelf; zij hadden net een nieuw label Deram Records opgericht voor de muziek binnen een nieuwe stroming: progressieve rock.
De band vertrok in oktober 1966 naar Moeskroen in België, een plaats die Hayward later aanhaalde in Octaves Top Rank Suite. Daar begon de band hun nieuw materiaal te oefenen met de mellotron. De mellotron was nog niet te horen op de single "Fly Me High", maar wel op diens opvolger "Love and Beauty", die in september 1967 verscheen. Ter promotie werd voor de BBC ook "Peak Hour" gespeeld.
Ontwikkelingen binnen Decca lieten vanaf september 1966 een nieuwe opnametechniek zien: het Deramic Sound System (DSS). Dit was ontwikkeld om stereo ook aantrekkelijk te maken binnen het rock-genre. (Stereo was aanvankelijk vooral populair voor het beluisteren van klassieke muziek.) Hugh Mendl van Decca zag wel mogelijkheden in de combinatie van het DSS en de nieuwe muzikale richting van de band.

### Dvořáks symfonie nr. 9
Het verhaal gaat dat Decca de band voorstelde om een popalbum op te nemen gebaseerd op Antonín Dvořáks symfonie nr. 9. Zo begonnen de band, muziekproducent Tony Clarke en geluidstechnicus Derek Varnals in de Decca Studio in West Hampstead aan de opname van een nog titelloos album. Voorwaarde van de band was dat Decca zich verder niet bemoeide met de opnamen. Toen de studiodeuren achter hen dichtsloegen, overtuigden de bandleden Clarke ervan om toch iets anders te doen. Tegelijkertijd was Peter Knight in de studio; hij arrangeerde binnen drie weken de door de Moodies gecomponeerde muziek en leverde de orkestrale intermezzo's. Voor de opnamen waren twee geluidsstudios binnen het complex beschikbaar. Leden van het London Philharmonic Orchestra werden ingehuurd en de opnamen konden beginnen van muziek die de Moodies al deels bij concerten hadden gespeeld, zij het met de mellotron in plaats van orkest.
Eenmaal klaar met opnemen vond er een afspeelsessie plaats, waarbij de hoge heren van Decca voor het eerst het album hoorden. Degenen die er nog steeds van uit gingen dat de Moodies met Dvoraks compositie bezig waren keken vreemd op. De afluistersessie leverde gemengde meningen op: Je kan niet op de muziek dansen en voor een partijtje is het ook ongeschikt. Op voorspraak van Mendl en Walt McGuire van London Records (Amerikaanse tak van Decca) werd het album toch uitgegeven. Anderen hadden weer bezwaren vanwege het vermeende aanzetten tot drugsgebruik met zinnen als "the smell of grass just makes you pass into a dream" en "those gentle voices I hear explain it all with a sigh".
Overigens betwijfelde Varnals achteraf de kwestie betreffende de symfonie; het verhaal dook volgens hem pas midden jaren zeventig op. Deram had tot Days steeds albums uitgegeven met de lichte muziek en leverde titels met Night. Het verhaal wordt ondersteund door het feit dat de meeste liedjes al klaar waren voordat de band de studio in dook. Uiteindelijk gaf ook Decca de titel Days of Future Passed.

### Uitgaven
In 1972 volgde een uitgave in quadrafonie. In 1978 moest het album opnieuw gemixt worden, omdat de originele mastertapes waren beschadigd. Uitgaven vanaf dan zijn dus op die mix gebaseerd. De luxe uitgave uit 2006 is echter weer gebaseerd op de quadrafoniemix.

## Musici
- Justin Hayward – gitaar, zang
- John Lodge – basgitaar, zang
- Mike Pinder – toetsinstrumenten, mellotron, zang
- Ray Thomas – dwarsfluit, zang
- Graeme Edge – drums, zang
- Peter Knight en het London Festival Orchestra

## Muziek
| Nr. | Titel                              | Duur |
| --- | ---------------------------------- | ---- |
| 1.  | The day begins (met Morning glory) | 5:51 |
| 2.  | Dawn (met Dawn is a feeling)       | 3:49 |
| 3.  | The morning (met Another morning)  | 3:56 |
| 4.  | Lunch break (met Peak hour)        | 5:29 |

| Nr. | Titel                                                                                    | Duur |
| --- | ---------------------------------------------------------------------------------------- | ---- |
| 1.  | The afternoon (bestaande uit Forever afternoon (Tuesday?) en (Evening) Time to Get Away) | 8:23 |
| 2.  | Evening (met The sun set, Twilight time)                                                 | 6:40 |
| 3.  | The night (met Nights in White Satin en Late lament)                                     | 7:26 |

De eerste compact disc-uitgaven gaven het album als bovenstaand weer; op later uitgaven stonden telkens andere bonusnummers. Op de uitgave in 2006 stonden tevens opnamen die de Moody Blues voor de BBC hadden opgenomen.

## Albumlijsten
Het album werd uitgegeven en klom in zowel het Verenigd Koninkrijk als de Verenigde Staten de albumlijsten in. In de Verenigde Staten stond het album in de vijf jaar na uitgave 103 keer genoteerd in de Billboard Album Top 200 met een hoogste tweede plaats in 1972; dat was het jaar dat "Nights in White Satin" aldaar de tweede plaats haalde in de Billboard Hot 100. In Nederland was er in 1967 nog geen lijst voor albums.
Het album was weinig succesvol in Engeland gezien de volgende lijst. Op datum van intrede stond de filmmuziek van The Sound of Music op de eerste plaats (die op dat moment 147 weken in de hitlijst stond) en op plaats twee Sgt. Pepper van The Beatles.
| Hitnotering: 27-01-1968 t/m 15-03-1968 Top40 | Hitnotering: 27-01-1968 t/m 15-03-1968 Top40 | Hitnotering: 27-01-1968 t/m 15-03-1968 Top40 | Hitnotering: 27-01-1968 t/m 15-03-1968 Top40 | Hitnotering: 27-01-1968 t/m 15-03-1968 Top40 | Hitnotering: 27-01-1968 t/m 15-03-1968 Top40 | Hitnotering: 27-01-1968 t/m 15-03-1968 Top40 | Hitnotering: 27-01-1968 t/m 15-03-1968 Top40 | Hitnotering: 27-01-1968 t/m 15-03-1968 Top40 |
| Week:                                        | 1                                            | 2                                            | 3                                            | 4                                            | 5                                            | 6                                            | 7                                            |                                              |
| -------------------------------------------- | -------------------------------------------- | -------------------------------------------- | -------------------------------------------- | -------------------------------------------- | -------------------------------------------- | -------------------------------------------- | -------------------------------------------- | -------------------------------------------- |
| Positie:                                     | 39                                           | 29                                           | 32                                           | 27                                           | 39                                           | 32                                           | 27                                           | uit                                          |

In 1970 kwam het album weer binnen; op plaats vijftien stond toen nog steeds The Sound of Music toen 256 achtereenvolgende weken genoteerd. Op nummer één stond toen Simon and Garfunkel met Bridge over Troubled Water. In dezelfde lijst stonden ook de drie volgende albums van de Moodies.
| Hitnotering: 14-03-1970 t/m 30-10-1970 Top50 | Hitnotering: 14-03-1970 t/m 30-10-1970 Top50 | Hitnotering: 14-03-1970 t/m 30-10-1970 Top50 | Hitnotering: 14-03-1970 t/m 30-10-1970 Top50 | Hitnotering: 14-03-1970 t/m 30-10-1970 Top50 | Hitnotering: 14-03-1970 t/m 30-10-1970 Top50 | Hitnotering: 14-03-1970 t/m 30-10-1970 Top50 | Hitnotering: 14-03-1970 t/m 30-10-1970 Top50 | Hitnotering: 14-03-1970 t/m 30-10-1970 Top50 |
| Week:                                        | 1                                            | 2                                            | 3                                            | 4                                            | 5                                            | 6                                            | 7                                            |                                              |
| -------------------------------------------- | -------------------------------------------- | -------------------------------------------- | -------------------------------------------- | -------------------------------------------- | -------------------------------------------- | -------------------------------------------- | -------------------------------------------- | -------------------------------------------- |
| Positie:                                     | 44                                           | 55                                           | 57                                           | 62                                           | 64                                           | 68                                           | 50                                           | uit                                          |

In 1973 kwam het album opnieuw binnen als gevolg van het uitbrengen van Seventh Sojourn en een heruitgave van "Nights..."; er volgden een 47e en 49e plaats op respectievelijk 20 januari en 27 januari. In de week van intrede stond nog steeds The Sound of Music in de lijst, nu op plaats 38; ze stond er toen met tussenpozen 356 (van uiteindelijk 372!) weken in. Nummer één van toen was Gilbert O'Sullivan met Back to front en op nummer 39 stond Focus met Focus 3.